# Les Vierges de la pleine lune
Pour plus de détails, voir Fiche technique et Distribution.
Les Vierges de la pleine lune (Il plenilunio delle vergini) est un film érotico-fantastique italien coécrit et réalisé par Luigi Batzella et Joe D'Amato, sorti en 1973.

## Synopsis
Deux frères rivaux recherchent l'anneau magique des Niebelungen, un bijou mystique qui confère la toute puissance à celui qui le possède.
Le premier, Karl, est un archéologue qui souhaite le donner à un institut archéologique et le second, Franz, est un matérialiste qui veut se l'approprier pour être riche et puissant. Ce dernier, après avoir lu les travaux de recherche de Karl, devance son frère et se rend en Transylvanie, dans l'ancien château du comte Dracula. Dans une auberge, la fille du tenancier lui raconte que, lors de la première nuit de pleine lune de l'été, cinq filles vierges du village sont choisies par les puissances du mal et conduites au château pour être sacrifiées. De plus, l'endroit serait infesté de vampires mais Franz est protégé par une amulette. Après avoir passé la nuit avec la fille, il la quitte pour se rendre au château mais oublie derrière lui l'objet censé repousser le Mal...
Dans le manoir du comte Dracula, il est accueilli par la gouvernante, Lara, puis rencontre la comtesse Dolingen De Vries, la veuve du célèbre vampire. Envoûté et mordu par elle, Franz l'épouse aussitôt. Mais leur mariage est suivi d'un sacrifice humain de cinq jeunes filles... La comtesse utilise le fameux anneau pour ramener des filles chez elle afin de les tuer puis pour se baigner dans leur sang.
Pendant ce temps, toujours à la recherche de la bague, Karl arrive à son tour en Transylvanie mais ignore que son frère a été vampirisé par la comtesse...

## Fiche technique
- Titre original : Il plenilunio delle vergini
- Titre français : Les Vierges de la pleine lune
- Réalisation : Luigi Batzella (sous le nom de Paolo Solvay) et Joe D'Amato
- Scénario : Walter Bigari et Luigi Batzella
- Montage : Piera Bruni et Gianfranco Simoncelli
- Musique : Vasil Kojukaroff
- Photographie : Joe D'Amato
- Production : Franco Gaudenzi
- Société de production : Virginia Cinematografica
- Société de distribution : Florida Cinematografica
- Pays d'origine :  Italie
- Langue originale : italien
- Format : couleur
- Genre : Érotique, fantastique
- Durée : 94 minutes
- Dates de sortie : 
  -  Italie : 14 mars 1973

## Distribution
- Mark Damon : Karl Schiller / Franz Schiller
- Rosalba Neri (sous le nom de Sara Bay) : la comtesse Dolingen de Vries
- Esmeralda Barros : Lara
- Xiro Papas (sous le nom de Ciro Papas) : le monstre vampire
- Gengher Gatti (sous le nom de Alexander Getty) : l'homme mystérieux
- Enza Sbordone (sous le nom de Francesca Romana Davila) :  Tanya, la fille du tenancier
- Carlo Gentili (sous le nom de Mort Baxter) : le tenancier
- Giorgio Dolfin (sous le nom de George Dolfin) : le premier villageois de l'auberge
- Stefano Oppedisano (sous le nom de Stephen Hopper) : le second villageois de l'auberge